# Frank Lampard
Frank James Lampard (junior) (Romford (Londen), 20 juni 1978) is een Engels voetbaltrainer en voormalig voetballer die doorgaans als middenvelder speelde. Hij kwam onder meer dertien seizoenen uit voor Chelsea. Lampard was van 1999 tot en met 2014 international voor het Engels voetbalelftal, waarvoor hij 106 wedstrijden speelde en 29 keer scoorde.
Lampard scoorde op zondag 21 september 2014 voor Manchester City tegen Chelsea. Dit was de 39ste verschillende club waartegen hij een doelpunt maakte in de Premier League, waarmee hij een nieuw record vestigde. Het oude record (38) deelde hij met Andy Cole.

## Biografie
Lampard is de zoon van oud-voetballer Frank Lampard sr., die tweemaal de FA Cup won met West Ham United. Junior bezocht een particuliere school in Essex en haalde daar goede cijfers voor onder meer Latijn. Zijn moeder Pat stierf op 24 april 2008 aan een longontsteking. Vanaf dat moment maakte Lampard bij elk doelpunt een gebaar naar de hemel.

## Clubcarrière
Lampard maakte in het seizoen van 1995/1996 zijn debuut in de Premier League in het shirt van West Ham United. Dat verhuurde hem gedurende het seizoen 1995-1996 aan Swansea City, waarna hij nog vijf seizoenen voor West Ham uitkwam. Lampard speelde cultfiguur Ian Bishop uit het vaste elftal. Hij profiteerde namelijk van een blessure bij Bishop. Vijf jaar lang was Lampard een dragende speler bij The Hammers, net zoals zijn vader Frank destijds.
Lampard verhuisde op 14 juni 2001 naar Chelsea, dat £ 11.000.000 voor hem betaalde. In 2004/05 werd hij daar clubtopscorer van het seizoen met zestien competitiedoelpunten. Ook scoorde hij enkele keren in de Champions League, waaronder in de kwartfinale tegen FC Bayern München. Zijn ex-trainer José Mourinho noemde hem in 2005 de beste speler ter wereld. Lampard won op 19 mei 2012 met Chelsea de Champions League door in de finale FC Bayern München te verslaan. Op 11 mei 2013 scoorde Lampard tegen Aston Villa zijn 202e en 203e goal voor Chelsea, waarmee hij Bobby Tambling afloste als clubtopscorer aller tijden. Op 23 mei 2014 besliste Chelsea om na dertien seizoenen en meer dan 400 competitiewedstrijden zijn aflopende contract niet meer te verlengen.
Lampard tekende in juli 2014 vervolgens een tweejarig contract bij New York City. Dat had op dat moment nog acht maanden voor het aan de Amerikaanse competitie moest beginnen. Daarom verhuurde de club Lampard in augustus 2014 eerst een half jaar aan Manchester City. Daarvoor maakte hij op 21 september 2014 zijn competitiedebuut, thuis tegen Chelsea. Nadat hij in de 78ste minuut in het veld kwam als vervanger van Aleksandar Kolarov, scoorde hij in de 85ste minuut de 1-1 voor Manchester City, tevens de eindstand. Manchester City kwam op 31 december 2014 tot een overeenkomst met New York om de huur van Lampard te verlengen tot en met 30 juni 2015. Daardoor kon hij het seizoen in de Premier League afmaken.

## Clubstatistieken
| Seizoen         | Club                  | Competitie          | Competitie | Competitie | Beker | Beker | Internationaal | Internationaal | Overig | Overig | Totaal | Totaal |
| Seizoen         | Club                  | Competitie          | Wed.       | Dlp.       | Wed.  | Dlp.  | Wed.           | Dlp.           | Wed.   | Dlp.   | Wed.   | Dlp.   |
| --------------- | --------------------- | ------------------- | ---------- | ---------- | ----- | ----- | -------------- | -------------- | ------ | ------ | ------ | ------ |
| 1995/96         | → Swansea City (huur) | Second Division     | 9          | 1          | 0     | 0     | —              | —              | —      | —      | 9      | 1      |
| Club totaal     | Club totaal           | Club totaal         | 9          | 1          | 0     | 0     | 0              | 0              | 0      | 0      | 9      | 1      |
| 1995/96         | West Ham United       | Premier League      | 2          | 0          | 0     | 0     | —              | —              | —      | —      | 2      | 0      |
| 1996/97         | West Ham United       | Premier League      | 13         | 0          | 3     | 0     | —              | —              | —      | —      | 16     | 0      |
| 1997/98         | West Ham United       | Premier League      | 31         | 5          | 11    | 5     | —              | —              | —      | —      | 42     | 10     |
| 1998/99         | West Ham United       | Premier League      | 38         | 5          | 3     | 1     | —              | —              | —      | —      | 41     | 6      |
| 1999/00         | West Ham United       | Premier League      | 34         | 7          | 5     | 3     | 10             | 4              | —      | —      | 49     | 14     |
| 2000/01         | West Ham United       | Premier League      | 30         | 7          | 7     | 2     | —              | —              | —      | —      | 37     | 9      |
| Club totaal     | Club totaal           | Club totaal         | 148        | 24         | 29    | 11    | 10             | 4              | 0      | 0      | 187    | 39     |
| 2001/02         | Chelsea               | Premier League      | 37         | 5          | 12    | 1     | 4              | 1              | —      | —      | 53     | 7      |
| 2002/03         | Chelsea               | Premier League      | 38         | 6          | 8     | 1     | 2              | 1              | —      | —      | 48     | 8      |
| 2003/04         | Chelsea               | Premier League      | 38         | 10         | 6     | 1     | 14             | 4              | —      | —      | 58     | 15     |
| 2004/05         | Chelsea               | Premier League      | 38         | 13         | 8     | 2     | 12             | 4              | —      | —      | 58     | 19     |
| 2005/06         | Chelsea               | Premier League      | 35         | 16         | 6     | 2     | 8              | 2              | 1      | 0      | 50     | 20     |
| 2006/07         | Chelsea               | Premier League      | 37         | 11         | 13    | 9     | 11             | 1              | 1      | 0      | 62     | 21     |
| 2007/08         | Chelsea               | Premier League      | 24         | 10         | 4     | 6     | 11             | 4              | 1      | 0      | 40     | 20     |
| 2008/09         | Chelsea               | Premier League      | 37         | 12         | 9     | 5     | 11             | 3              | —      | —      | 57     | 20     |
| 2009/10         | Chelsea               | Premier League      | 36         | 22         | 7     | 3     | 7              | 1              | 1      | 1      | 51     | 27     |
| 2010/11         | Chelsea               | Premier League      | 24         | 10         | 3     | 3     | 4              | 0              | 1      | 0      | 32     | 14     |
| 2011/12         | Chelsea               | Premier League      | 30         | 11         | 7     | 2     | 12             | 3              | —      | —      | 49     | 16     |
| 2012/13         | Chelsea               | Premier League      | 29         | 15         | 7     | 2     | 11             | 0              | 3      | 0      | 50     | 17     |
| 2013/14         | Chelsea               | Premier League      | 26         | 6          | 2     | 0     | 12             | 1              | —      | —      | 40     | 7      |
| Club totaal     | Club totaal           | Club totaal         | 429        | 147        | 92    | 37    | 119            | 25             | 8      | 1      | 648    | 210    |
| 2014/15         | Manchester City       | Premier League      | 32         | 6          | 3     | 2     | 3              | 0              | 0      | 0      | 38     | 8      |
| Club totaal     | Club totaal           | Club totaal         | 32         | 6          | 3     | 2     | 3              | 0              | 0      | 0      | 38     | 8      |
| 2015            | New York City         | Major League Soccer | 10         | 3          | 0     | 0     | —              | —              | —      | —      | 10     | 3      |
| 2016            | New York City         | Major League Soccer | 21         | 12         | 0     | 0     | —              | —              | —      | —      | 21     | 12     |
| Club totaal     | Club totaal           | Club totaal         | 31         | 15         | 0     | 0     | 0              | 0              | 0      | 0      | 31     | 15     |
| Carrière totaal | Carrière totaal       | Carrière totaal     | 649        | 193        | 124   | 50    | 132            | 29             | 8      | 1      | 913    | 273    |

Bijgewerkt op 23 januari 2017

## Interlandcarrière
Lampard maakte zijn debuut voor de Engelse nationale ploeg op zondag 10 oktober 1999 in de vriendschappelijke thuiswedstrijd tegen België, net als Steve Guppy van Leicester City FC. In Sunderland moest hij na 76 minuten plaatsmaken voor Dennis Wise. Engeland won het duel onder leiding van bondscoach Kevin Keegan met 2-1 door treffers van Alan Shearer en Jamie Redknapp. Voor België scoorde Branko Strupar. Onder leiding van bondscoach Howard Wilkinson nam Lampard in 2000 met Engeland U21 deel aan het Europees kampioenschap in Slowakije. Het EK voetbal 2012 in Polen en Oekraïne ging aan Lampard voorbij. Hij meldde zich op 31 mei 2012 af bij bondscoach Roy Hodgson van Engeland wegens een blessure aan zijn dijbeen. Lampard maakte eind augustus 2014 een eind aan zijn loopbaan als international, na 106 interlands gespeeld te hebben.
| Interlands van Frank Lampard voor Engeland | Interlands van Frank Lampard voor Engeland | Interlands van Frank Lampard voor Engeland | Interlands van Frank Lampard voor Engeland | Interlands van Frank Lampard voor Engeland | Interlands van Frank Lampard voor Engeland |                                |
| №                                          | Datum                                      | Wedstrijd                                  | Uitslag                                    | Competitie                                 | Goals                                      |                                |
| Als speler bij West Ham United             | Als speler bij West Ham United             | Als speler bij West Ham United             | Als speler bij West Ham United             | Als speler bij West Ham United             | Als speler bij West Ham United             | Als speler bij West Ham United |
| ------------------------------------------ | ------------------------------------------ | ------------------------------------------ | ------------------------------------------ | ------------------------------------------ | ------------------------------------------ | ------------------------------ |
| 1                                          | 10 Oct 1999                                | Engeland – België                          | 2–1                                        | Vriendschappelijk                          |                                            |                                |
| 2                                          | 28 Feb 2001                                | Engeland – Spanje                          | 3–0                                        | Vriendschappelijk                          |                                            |                                |
| 3                                          | 15 Aug 2001                                | Engeland – Nederland                       | 0–2                                        | Vriendschappelijk                          |                                            |                                |
| Als speler bij Chelsea                     |                                            |                                            |                                            |                                            |                                            |                                |
| 4                                          | 10 Nov 2001                                | Engeland – Zweden                          | 1–1                                        | Vriendschappelijk                          |                                            |                                |
| 5                                          | 13 Feb 2002                                | Nederland – Engeland                       | 1–1                                        | Vriendschappelijk                          |                                            |                                |
| 6                                          | 27 Mar 2002                                | Engeland – Italië                          | 1–2                                        | Vriendschappelijk                          |                                            |                                |
| 7                                          | 17 Apr 2002                                | Engeland – Paraguay                        | 4–0                                        | Vriendschappelijk                          |                                            |                                |
| 8                                          | 12 Feb 2003                                | Engeland – Australië                       | 1–3                                        | Vriendschappelijk                          |                                            |                                |
| 9                                          | 22 May 2003                                | Zuid-Afrika – Engeland                     | 1–2                                        | Vriendschappelijk                          |                                            |                                |
| 10                                         | 03 Jun 2003                                | Engeland – Servië en M.                    | 2–1                                        | Vriendschappelijk                          |                                            |                                |
| 11                                         | 11 Jun 2003                                | Engeland – Slowakije                       | 2–1                                        | EK-kwalificatie                            |                                            |                                |
| 12                                         | 20 Aug 2003                                | Engeland – Kroatië                         | 3–1                                        | Vriendschappelijk                          | Goal                                       |                                |
| 13                                         | 06 Sep 2003                                | Macedonië – Engeland                       | 1–2                                        | EK-kwalificatie                            |                                            |                                |
| 14                                         | 10 Sep 2003                                | Engeland – Liechtenstein                   | 2–0                                        | EK-kwalificatie                            |                                            |                                |
| 15                                         | 11 Oct 2003                                | Turkije – Engeland                         | 0–0                                        | EK-kwalificatie                            |                                            |                                |
| 16                                         | 16 Nov 2003                                | Engeland – Denemarken                      | 2–3                                        | Vriendschappelijk                          |                                            |                                |
| 17                                         | 18 Feb 2004                                | Portugal – Engeland                        | 1–1                                        | Vriendschappelijk                          |                                            |                                |
| 18                                         | 01 Jun 2004                                | Engeland – Japan                           | 1–1                                        | Vriendschappelijk                          |                                            |                                |
| 19                                         | 05 Jun 2004                                | Engeland – IJsland                         | 6–1                                        | Vriendschappelijk                          | Goal                                       |                                |
| 20                                         | 13 Jun 2004                                | Frankrijk – Engeland                       | 2–1                                        | EK-eindronde                               | Goal                                       |                                |
| 21                                         | 17 Jun 2004                                | Engeland – Zwitserland                     | 3–0                                        | EK-eindronde                               |                                            |                                |
| 22                                         | 21 Jun 2004                                | Kroatië – Engeland                         | 2–4                                        | EK-eindronde                               | Goal                                       |                                |
| 23                                         | 24 Jun 2004                                | Portugal – Engeland                        | 2–2                                        | EK-eindronde                               | Goal                                       |                                |
| 24                                         | 18 Aug 2004                                | Engeland – Oekraïne                        | 3–0                                        | Vriendschappelijk                          |                                            |                                |
| 25                                         | 04 Sep 2004                                | Oostenrijk – Engeland                      | 2–2                                        | WK-kwalificatie                            |                                            |                                |
| 26                                         | 08 Sep 2004                                | Polen – Engeland                           | 1–2                                        | WK-kwalificatie                            | Goal                                       |                                |
| 27                                         | 09 Oct 2004                                | Engeland – Wales                           | 2–0                                        | WK-kwalificatie                            |                                            |                                |
| 28                                         | 13 Oct 2004                                | Azerbeidzjan – Engeland                    | 0–1                                        | WK-kwalificatie                            | Goal                                       |                                |
| 29                                         | 17 Nov 2004                                | Spanje – Engeland                          | 1–0                                        | Vriendschappelijk                          |                                            |                                |
| 30                                         | 09 Feb 2005                                | Engeland – Nederland                       | 0–0                                        | Vriendschappelijk                          |                                            |                                |
| 31                                         | 26 Mar 2005                                | Engeland – Noord-Ierland                   | 4–0                                        | WK-kwalificatie                            |                                            |                                |
| 32                                         | 30 Mar 2005                                | Engeland – Azerbeidzjan                    | 2–0                                        | WK-kwalificatie                            | Goal                                       |                                |
| 33                                         | 17 Aug 2005                                | Denemarken – Engeland                      | 4–1                                        | Vriendschappelijk                          |                                            |                                |
| 34                                         | 03 Sep 2005                                | Wales – Engeland                           | 0–1                                        | WK-kwalificatie                            |                                            |                                |
| 35                                         | 07 Sep 2005                                | Noord-Ierland – Engeland                   | 1–0                                        | WK-kwalificatie                            |                                            |                                |
| 36                                         | 08 Oct 2005                                | Engeland – Oostenrijk                      | 1–0                                        | WK-kwalificatie                            | Goal                                       |                                |
| 37                                         | 12 Oct 2005                                | Engeland – Polen                           | 2–1                                        | WK-kwalificatie                            | Goal                                       |                                |
| 38                                         | 12 Nov 2005                                | Argentinië – Engeland                      | 2–3                                        | Vriendschappelijk                          |                                            |                                |
| 39                                         | 30 May 2006                                | Engeland – Hongarije                       | 3–1                                        | Vriendschappelijk                          |                                            |                                |
| 40                                         | 03 Jun 2006                                | Engeland – Jamaica                         | 6–0                                        | Vriendschappelijk                          | Goal                                       |                                |
| 41                                         | 10 Jun 2006                                | Engeland – Paraguay                        | 1–0                                        | WK-eindronde                               |                                            |                                |
| 42                                         | 15 Jun 2006                                | Engeland – Trinidad en Tobago              | 2–0                                        | WK-eindronde                               |                                            |                                |
| 43                                         | 20 Jun 2006                                | Zweden – Engeland                          | 2–2                                        | WK-eindronde                               |                                            |                                |
| 44                                         | 25 Jun 2006                                | Engeland – Ecuador                         | 1–0                                        | WK-eindronde                               |                                            |                                |
| 45                                         | 01 Jul 2006                                | Engeland – Portugal                        | 0–0                                        | WK-eindronde                               |                                            |                                |
| 46                                         | 16 Aug 2006                                | Engeland – Griekenland                     | 4–0                                        | Vriendschappelijk                          |                                            |                                |
| 47                                         | 02 Sep 2006                                | Engeland – Andorra                         | 5–0                                        | EK-kwalificatie                            | Goal                                       |                                |
| 48                                         | 06 Sep 2006                                | Macedonië – Engeland                       | 0–1                                        | EK-kwalificatie                            |                                            |                                |
| 49                                         | 07 Oct 2006                                | Engeland – Macedonië                       | 0–0                                        | EK-kwalificatie                            |                                            |                                |
| 50                                         | 11 Oct 2006                                | Kroatië – Engeland                         | 2–0                                        | EK-kwalificatie                            |                                            |                                |
| 51                                         | 15 Nov 2006                                | Nederland – Engeland                       | 1–1                                        | Vriendschappelijk                          |                                            |                                |
| 52                                         | 07 Feb 2007                                | Engeland – Spanje                          | 0–1                                        | Vriendschappelijk                          |                                            |                                |
| 53                                         | 24 Mar 2007                                | Israël – Engeland                          | 0–0                                        | EK-kwalificatie                            |                                            |                                |
| 54                                         | 01 Jun 2007                                | Engeland – Brazilië                        | 1–1                                        | Vriendschappelijk                          |                                            |                                |
| 55                                         | 06 Jun 2007                                | Estland – Engeland                         | 0–3                                        | EK-kwalificatie                            |                                            |                                |
| 56                                         | 22 Aug 2007                                | Engeland – Duitsland                       | 1–2                                        | Vriendschappelijk                          |                                            |                                |
| 57                                         | 13 Oct 2007                                | Engeland – Estland                         | 3–0                                        | EK-kwalificatie                            | Goal                                       |                                |
| 58                                         | 17 Oct 2007                                | Rusland – Engeland                         | 2–1                                        | EK-kwalificatie                            |                                            |                                |
| 59                                         | 16 Nov 2007                                | Oostenrijk – Engeland                      | 0–1                                        | Vriendschappelijk                          |                                            |                                |
| 60                                         | 21 Nov 2007                                | Engeland – Kroatië                         | 2–3                                        | EK-kwalificatie                            |                                            |                                |
| 61                                         | 28 May 2008                                | Engeland – Verenigde Staten                | 2–0                                        | Vriendschappelijk                          | Goal                                       |                                |
| 62                                         | 20 Aug 2008                                | Engeland – Tsjechië                        | 2–2                                        | Vriendschappelijk                          |                                            |                                |
| 63                                         | 06 Sep 2008                                | Andorra – Engeland                         | 0–2                                        | WK-kwalificatie                            |                                            |                                |
| 64                                         | 10 Sep 2008                                | Kroatië – Engeland                         | 1–4                                        | WK-kwalificatie                            |                                            |                                |
| 65                                         | 11 Oct 2008                                | Engeland – Kazachstan                      | 5–1                                        | WK-kwalificatie                            |                                            |                                |
| 66                                         | 15 Oct 2008                                | Wit-Rusland – Engeland                     | 1–3                                        | WK-kwalificatie                            |                                            |                                |
| 67                                         | 11 Feb 2009                                | Spanje – Engeland                          | 2–0                                        | Vriendschappelijk                          |                                            |                                |
| 68                                         | 28 Mar 2009                                | Engeland – Slowakije                       | 4–0                                        | Vriendschappelijk                          | Goal                                       |                                |
| 69                                         | 01 Apr 2009                                | Engeland – Oekraïne                        | 2–1                                        | WK-kwalificatie                            |                                            |                                |
| 70                                         | 06 Jun 2009                                | Kazachstan – Engeland                      | 0–4                                        | WK-kwalificatie                            | Goal                                       |                                |
| 71                                         | 10 Jun 2009                                | Engeland – Andorra                         | 6–0                                        | WK-kwalificatie                            | Goal                                       |                                |
| 72                                         | 12 Aug 2009                                | Nederland – Engeland                       | 2–2                                        | Vriendschappelijk                          |                                            |                                |
| 73                                         | 05 Sep 2009                                | Engeland – Slovenië                        | 2–1                                        | Vriendschappelijk                          | Goal                                       |                                |
| 74                                         | 09 Sep 2009                                | Engeland – Kroatië                         | 5–1                                        | WK-kwalificatie                            | Goal · Goal                                |                                |
| 75                                         | 10 Oct 2009                                | Oekraïne – Engeland                        | 1–0                                        | WK-kwalificatie                            |                                            |                                |
| 76                                         | 14 Oct 2009                                | Engeland – Wit-Rusland                     | 3–0                                        | WK-kwalificatie                            |                                            |                                |
| 77                                         | 03 Mar 2010                                | Engeland – Egypte                          | 3–1                                        | Vriendschappelijk                          |                                            |                                |
| 78                                         | 30 May 2010                                | Japan – Engeland                           | 1–2                                        | Vriendschappelijk                          |                                            |                                |
| 79                                         | 12 Jun 2010                                | Engeland – Verenigde Staten                | 1–1                                        | WK-eindronde                               |                                            |                                |
| 80                                         | 18 Jun 2010                                | Engeland – Algerije                        | 0–0                                        | WK-eindronde                               |                                            |                                |
| 81                                         | 23 Jun 2010                                | Slovenië – Engeland                        | 0–1                                        | WK-eindronde                               |                                            |                                |
| 82                                         | 27 Jun 2010                                | Duitsland – Engeland                       | 4–1                                        | WK-eindronde                               |                                            |                                |
| 83                                         | 11 Aug 2010                                | Engeland – Hongarije                       | 2–1                                        | Vriendschappelijk                          |                                            |                                |
| 84                                         | 09 Feb 2011                                | Denemarken – Engeland                      | 1–2                                        | Vriendschappelijk                          |                                            |                                |
| 85                                         | 26 Mar 2011                                | Wales – Engeland                           | 0–2                                        | EK-kwalificatie                            | Goal                                       |                                |
| 86                                         | 04 Jun 2011                                | Engeland – Zwitserland                     | 2–2                                        | EK-kwalificatie                            | Goal                                       |                                |
| 87                                         | 02 Sep 2011                                | Bulgarije – Engeland                       | 0–3                                        | EK-kwalificatie                            |                                            |                                |
| 88                                         | 06 Sep 2011                                | Engeland – Wales                           | 1–0                                        | EK-kwalificatie                            |                                            |                                |
| 89                                         | 07 Oct 2011                                | Montenegro – Engeland                      | 2–2                                        | EK-kwalificatie                            |                                            |                                |
| 90                                         | 12 Nov 2011                                | Engeland – Spanje                          | 1–0                                        | Vriendschappelijk                          | Goal                                       |                                |
| 91                                         | 15 Aug 2012                                | Engeland – Italië                          | 2–1                                        | Vriendschappelijk                          |                                            |                                |
| 92                                         | 07 Sep 2012                                | Moldavië – Engeland                        | 0–5                                        | WK-kwalificatie                            | Goal · Goal                                |                                |
| 93                                         | 11 Sep 2012                                | Engeland – Oekraïne                        | 1–1                                        | WK-kwalificatie                            | Goal                                       |                                |
| 94                                         | 06 Feb 2013                                | Engeland – Brazilië                        | 2–1                                        | Vriendschappelijk                          | Goal                                       |                                |
| 95                                         | 22 Mar 2013                                | San Marino – Engeland                      | 0–8                                        | WK-kwalificatie                            | Goal                                       |                                |
| 96                                         | 29 May 2013                                | Engeland – Ierland                         | 1–1                                        | Vriendschappelijk                          | Goal                                       |                                |
| 97                                         | 02 Jun 2013                                | Brazilië – Engeland                        | 2–2                                        | Vriendschappelijk                          |                                            |                                |
| 98                                         | 14 Aug 2013                                | Engeland – Schotland                       | 3–2                                        | Vriendschappelijk                          |                                            |                                |
| 99                                         | 06 Sep 2013                                | Engeland – Moldavië                        | 4–0                                        | WK-kwalificatie                            |                                            |                                |
| 100                                        | 10 Sep 2013                                | Oekraïne – Engeland                        | 0–0                                        | WK-kwalificatie                            |                                            |                                |
| 101                                        | 11 Oct 2013                                | Engeland – Montenegro                      | 4–1                                        | WK-kwalificatie                            |                                            |                                |
| 102                                        | 15 Oct 2013                                | Engeland – Polen                           | 2–0                                        | WK-kwalificatie                            |                                            |                                |
| 103                                        | 15 Nov 2013                                | Engeland – Chili                           | 0–2                                        | Vriendschappelijk                          |                                            |                                |
| 104                                        | 04 Jun 2014                                | Ecuador – Engeland                         | 2–2                                        | Vriendschappelijk                          |                                            |                                |
| 105                                        | 07 Jun 2014                                | Engeland – Honduras                        | 0–0                                        | Vriendschappelijk                          |                                            |                                |
| 106                                        | 24 Jun 2014                                | Costa Rica – Engeland                      | 0–0                                        | WK-eindronde                               |                                            |                                |

## Trainerscarrière
Op 31 mei 2018 werd Lampard voorgesteld als coach bij Derby County. Hij tekende een driejarig contract en eindigde in zijn eerste seizoen op de zesde plaats, goed voor kwalificatie voor de halve finale van de play-offs om promotie naar de Premier League te bewerkstelligen. Hierin trof het Leeds United, waarvan werd gewonnen. In de finale was Aston Villa The Rams met 2-1 te sterk. Lampard liep hierdoor nipt promotie mis met Derby County. Kort daarna werd bekend dat hij aan de slag zou gaan bij zijn oude club Chelsea.
Hier tekende hij op 4 juli 2019 officieel zijn contract tot medio 2022. In zijn eerste seizoen eindigde hij met de Londenaren op de vierde plaats, goed voor kwalificatie voor de Champions League. Zijn tweede seizoen begon redelijk, maar na een reeks tegenvallende resultaten werd op 25 januari 2021 ontslagen en vervangen door Thomas Tuchel.
Ruim een jaar later, op 31 januari 2022, werd Lampard aangesteld bij Everton, waar hij zijn oud-trainer Rafael Benítez opvolgde en een contract tekende tot medio 2024. Lampard werd ontslagen als coach van Everton op maandag 23 januari 2023 na een reeks van teleurstellende resultaten, waarbij Everton in de degradatiezone was beland. Hij werd opgevolgd door Sean Dyche.
Drie maanden na zijn vertrek bij Everton, werd bekendgemaakt dat Lampard interim-trainer bij Chelsea zou worden. Hier volgde hij Graham Potter op die na teleurstellende resultaten ontslagen werd. Hij tekende een contract tot het einde van het seizoen en eindigde uiteindelijk op de twaalfde plaats met de Londenaren. Zijn tijdelijke dienstverband werd niet omgezet in een definitieve. Mauricio Pochettino werd aangesteld als nieuwe hoofdtrainer.
Op 28 november 2024 werd Lampard de nieuwe manager van Coventry City. De Engelsman tekende voor tweeënhalf jaar bij de op dat moment nummer zeventien van de EFL Championship.

## Erelijst
| Competitie            |                 |                                    |                 |                 |
| Competitie            | Aantal          | Jaren                              |                 |                 |
| West Ham United       | West Ham United | West Ham United                    | West Ham United | West Ham United |
| --------------------- | --------------- | ---------------------------------- | --------------- | --------------- |
| UEFA Intertoto Cup    | 1x              | 1999                               |                 |                 |
| Chelsea               |                 |                                    |                 |                 |
| UEFA Champions League | 1x              | 2011/12                            |                 |                 |
| UEFA Europa League    | 1x              | 2012/13                            |                 |                 |
| Premier League        | 3x              | 2004/05, 2005/06, 2009/10          |                 |                 |
| FA Cup                | 4x              | 2006/07, 2008/09, 2009/10, 2011/12 |                 |                 |
| Football League Cup   | 2x              | 2004/05, 2006/07                   |                 |                 |
| FA Community Shield   | 2x              | 2005, 2009                         |                 |                 |